# Azhar Hussain
Azhar Hussain (ur. 15 marca 1984) – pakistański zapaśnik walczący w stylu wolnym. Zajął jedenaste miejsce na igrzyskach azjatyckich w 2010. Wicemistrz Igrzysk Azji Południowej w 2006. Złoty i srebrny medalista igrzysk wspólnoty narodów w 2010 i trzeci w 2014. Wicemistrz Wspólnoty Narodów w 2007. Trzeci na mistrzostwach świata wojskowych w 2014 roku.